# Christoph Künkel

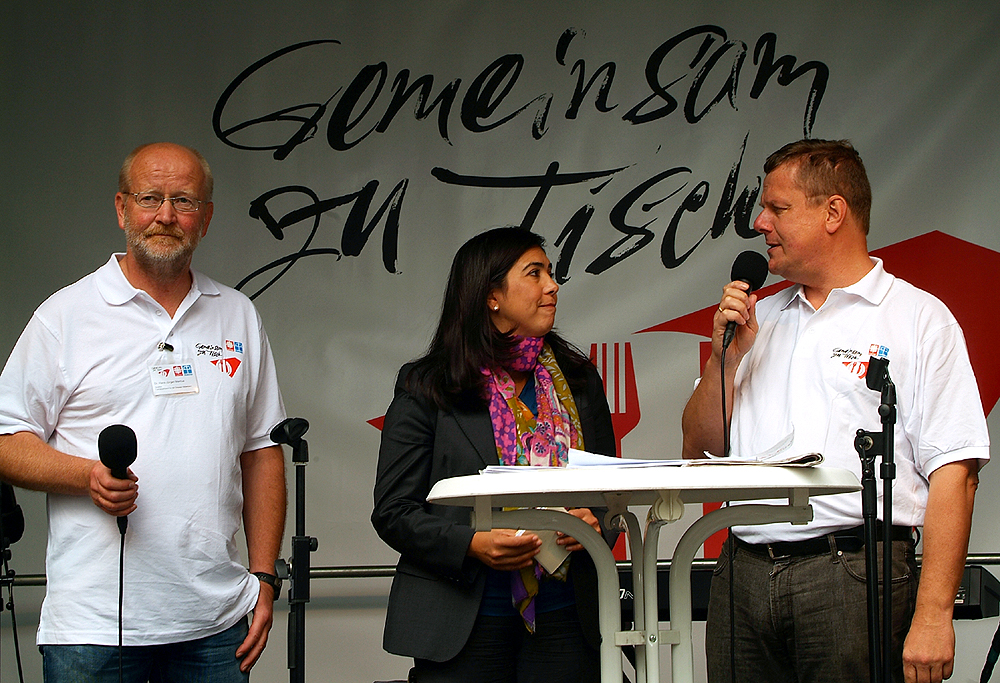
Christoph Künkel (rechts) 2012 während der Solidaritätstafel in der Georgstraße von Hannover mit der damaligen niedersächsischen Sozialministerin Aygül Özkan und dem katholischen Caritasdirektor der Diözese Hildesheim Hans-Jürgen Marcus

Christoph Künkel (* 11. Januar 1958 in Fallingbostel) ist ein deutscher Theologe, Oberlandeskirchenrat a. D. der Evangelisch-lutherischen Landeskirche Hannovers und ehemaliger Vorstandssprecher des Diakonischen Werkes evangelischer Kirchen in Niedersachsen.

## Leben
Christoph Künkel studierte Theologie an der Eberhard Karls Universität Tübingen, der University of Durham sowie an der Georg-August-Universität Göttingen. 1989 schrieb er seine Dissertation über die orthodoxe Theologie des Georges Florowsky.
Nach seinem Vikariat in Westercelle arbeitete er zunächst als wissenschaftlicher Mitarbeiter in Erlangen, dann als Studienleiter am Predigerseminar in Celle. Am 4. Juni 1990 wurde er zum Amt eines Pastors ordiniert. 
Von 1990 bis 1999 wirkte er als Pastor an der Johanniskirche in Eschede. Im Anschluss wurde Künkel zum Superintendenten im Kirchenkreis Hittfeld gewählt. Im Jahre 2007 wurde er durch den Kirchensenat der Landeskirche Hannovers zum Oberlandeskirchenrat ernannt und ihm die Leitung des Diakoniedezernats im Landeskirchenamt Hannover übertragen.
2009 übernahm Christoph Künkel parallel die Direktion des Diakonischen Werkes der Evangelisch-lutherischen Landeskirche Hannovers, das mit dem Diakoniedezernat (heute Abteilung 5) im Landeskirchenamt Hannover verbunden wurde. Seit 2014 war er Sprecher im Vorstand des Diakonischen Werkes evangelischer Kirchen in Niedersachsen. Im November 2017 ging er aus gesundheitlichen Gründen vorzeitig in den Ruhestand.

## Schriften / Vorträge
- Christoph Künkel: Totus Christus. Die Theologie Georges V. Florovskys (= Forschungen zur systematischen und ökumenischen Theologie, Bd. 62), zugleich Dissertation 1989 an den Universitäten Erlangen/Nürnberg, Göttingen: Vandenhoeck und Ruprecht, 1991, ISBN 3-525-56269-1
- Ingo Thalmann (Illustr.) Christoph Künkel (Text): Sehnsucht nach Vollkommenheit. Kreuzabnahme, [Kampen, Am Schützenplatz 7]: Ingo Thalmann, 2005, ISBN 3-00-016274-7
- Eva Kerkemeier, Christoph Künkel: Sollen Mitarbeiter der Diakonie streiken?, in:  Publik-Forum vom 10. Februar 2012, Vorschau zuletzt abgerufen am 20. Juli 2014
- Christoph Künkel: Voll das Leben! Inklusion des alternden Mitmenschen in unsere Gemeinschaft, Festvortrag zur Eröffnung des Ravensberger Stiftes am 6. Dezember 2011 in Bünde, mit einer Einführung von Klaus Watermann, Bärbel Mittmann und Karl-Friedrich Freiherr v. Richthofen, herunterladbar als PDF-Dokument, zuletzt abgerufen am 20. Juli 2014

## Medienecho (Auswahl)
- Adolf Brockmann: Kirchenkreis Hittfeld: Superintendent Christoph Künkel wechselt ins Landeskirchenamt / Ein streitbarer Kirchenmann geht / In neun Jahren Amtszeit hat er oft die Stimme erhoben, wenn der christliche Glaube in der Gesellschaft beiseite geschoben wurde, in: Hamburger Abendblatt vom 28. November 2007, online zuletzt abgerufen am 20. Juli 2014
- Jasmin Klofta, Gita Datta: Arbeitgeber Kirche: Jobs nur für Christen, Sendebeitrag in dem politischen Fernsehmagazin Panorama Nummer 760 vom 8. November 2012, O-Ton-Abschrift auf der Seite daserste.ndr.de, herunterladbar als PDF-Dokument, zuletzt abgerufen am 20. Juli 2014